# Sebastiano Giuseppe Danna
Sebastiano Giuseppe Danna (Savigliano, 20 gennaio 1757 – Mantova, 20 novembre 1811) è stato un generale italiano.

## Biografia
Nato nel 1757 a Savigliano, fu ufficiale di artiglieria nell'esercito del Regno di Sardegna e poi generale di brigata dell'esercito del Regno d'Italia napoleonico.
Il 1º febbraio 1810 Danna, già consigliere di Stato, fu nominato ministro della guerra e della marina del Regno d'Italia. Sostituì temporaneamente Marie-François Auguste de Caffarelli du Falga, richiamato in Francia da Napoleone come aiutante di campo.
Il 1º luglio dello stesso anno fu creato conte del Regno e il 2 luglio, come riconoscimento per la benemerenza nello svolgimento del proprio ufficio,  fu promosso generale di divisione.
Durante il proprio mandato da ministro supervisionò la preparazione di un contingente italiano di quasi 10 000 effettivi che partecipò alle operazioni belliche in Spagna. Il 10 agosto 1811 cessò dalla carica di ministro e fu sostituito dal generale Achille Fontanelli.
Morì la mattina del 20 novembre 1811 a Mantova, colto da un malore mentre saliva in carrozza.